# Кеплер-22б
Кеплер-22б (Kepler-22b) e първата потвърдена екзопланета, открита в обитаемата зона от мисията на НАСА „Кеплер“.
Кеплер-22б се намира на 600 светлинни години от Земята, обикаля своята звезда (Кеплер-22) за период от 290 дни и има радиус около 2.4 пъти колкото земния. Разстоянието между Кеплер-22б и нейната звезда е около 15% по-малко от това между Слънцето и Земята. Предполага се, че повърхността на планетата е океано-подобна, с малки скалисти местности, което не изключва възможността за съществуване на живот. Откритието е обявено на 5 декември 2011 г.